# Castello di Stalle
Il castello di Stalle (in francese château de Stalle; conosciuto dal XIX secolo con il nome di Papenkasteel) è un castello della Regione di Bruxelles-Capitale in Belgio, situato a Uccle, nella zona a sud di Bruxelles.
Il castello è sempre stato in buone condizioni e abitato.
È uno dei castelli sopravvissuti delle plaisantes campagnes ("piacevoli campagne") che formavano attorno a Bruxelles una corolla di dimore circondate dall'acqua, la Petit Venise ("Piccola Venezia"), utilizzate come dimore di campagna e luoghi di villeggiatura per le famiglie dei Lignages de Bruxelles.

## Storia
Il castello di Stalle fu costruito nel 1685 da un brussellese, il giurista Vincent Franckheim, borghese di Bâle, consigliere presso il Consiglio sovrano di Brabante.

## Descrizione

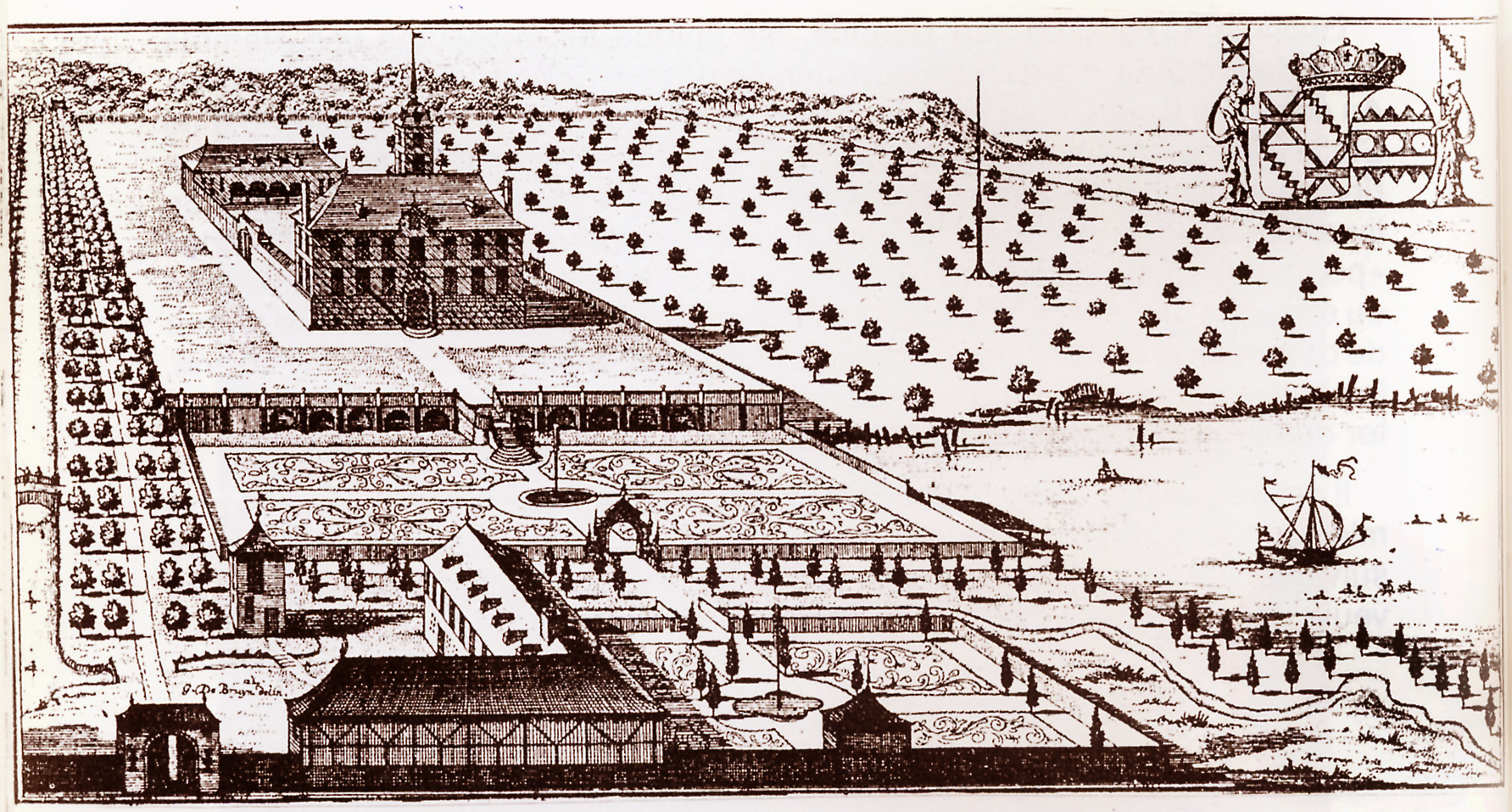
Vista del castello di Stalle (poi chiamato Papenkasteel verso il 1800), situato a Uccle, nel 1694

Il castello è un edificio realizzato in mattoni a bande, caratterizzato da una superba torre con un tetto a cipolla.

## Proprietari
Dopo Vincent Franckheim, la proprietà del castello passò a:
- Guillaume van Hamme, membro dei Lignages de Bruxelles (lignage Serroelofs), borgomastro di Bruxelles.
- François de Clève, banchiere brussellese (era proprietario nel 1741).
- Claude Bellanger, consigliere di Stato (era proprietario nel 1770).
- Joseph de Pape de Wyneghem, industriale della carta, proprietario delle industrie cartiere di Geleytsbeek (fu proprietario del castello dal 1789 al 1830). Questi fu colui che attribuì al castello il nome di Papenkasteel[1].
- Léandre Desmaisières, ministro (fu proprietario dal 1841 al 1864).
- Jean Barré (proprietario a partire dal 1944).